# Islandsk artikel (sprog)
Islandsk har kun én artikel, den bestemte, og den bruges overvejende som affiks ligesom på dansk. Lydreglerne for affikseringen er ret indviklede. Dens fritstående bøjning anføres her.
| Artiklen hinn (den) | Artiklen hinn (den) | Artiklen hinn (den) | Artiklen hinn (den) | Artiklen hinn (den) | Artiklen hinn (den) | Artiklen hinn (den) |
|                     | Singularis          | Singularis          | Singularis          | Pluralis            | Pluralis            | Pluralis            |
|                     | Maskulinum          | Femininum           | Neutrum             | Maskulinum          | Femininum           | Neutrum             |
| ------------------- | ------------------- | ------------------- | ------------------- | ------------------- | ------------------- | ------------------- |
| nominativ           | hinn                | hin                 | hið                 | hinir               | hinar               | hin                 |
| akkusativ           | hinn                | hina                | hið                 | hina                | hinar               | hin                 |
| dativ               | hinum               | hinni               | hinu                | hinum               | hinum               | hinum               |
| genitiv             | hins                | hinnar              | hins                | hinna               | hinna               | hinna               |

Artiklen bøjes nøjagtig som det demonstrative stedord hinn (den anden af to) med undtagelse af neutrums nominativ og akkusativ i ental.
I affikseret form ser den kanoniske artikel sådan ud:
| Artiklen hinn (den) | Artiklen hinn (den) | Artiklen hinn (den) | Artiklen hinn (den) | Artiklen hinn (den) | Artiklen hinn (den) | Artiklen hinn (den) |
|                     | Singularis          | Singularis          | Singularis          | Pluralis            | Pluralis            | Pluralis            |
|                     | Maskulinum          | Femininum           | Neutrum             | Maskulinum          | Femininum           | Neutrum             |
| ------------------- | ------------------- | ------------------- | ------------------- | ------------------- | ------------------- | ------------------- |
| nominativ           | -inn                | -in                 | -ið                 | -nir                | -nar                | -in                 |
| akkusativ           | -inn                | -ina                | -ið                 | -na                 | -nar                | -in                 |
| dativ               | -num                | -inni               | -nu                 | -num                | -num                | -num                |
| genitiv             | -ins                | -innar              | -ins                | -nna                | -nna                | -nna                |

Der findes forskellige regler hvordan artiklen benyttes, en del af dem hører syntaksen til (dvs. hvordan og hvornår den bliver brugt, affikseret eller ej), mens andre regler bestemmer visse bøjningsforandringer.
For at få et grelt eksempel af vejen, så bøjes ordet maður (mand) sådan med artikel.
| Navneord, maskulinum, 4. klasse med artikel | Navneord, maskulinum, 4. klasse med artikel | Navneord, maskulinum, 4. klasse med artikel |
|                                             | Singularis                                  | Pluralis                                    |
| ------------------------------------------- | ------------------------------------------- | ------------------------------------------- |
| nominativ                                   | maðurinn                                    | mennirnir                                   |
| akkusativ                                   | manninn                                     | mennina                                     |
| dativ                                       | manninum                                    | mönnunum                                    |
| genitiv                                     | mannsins                                    | mannanna                                    |

Flertallets nominativ er her blevet udvidet til mennir+nir, nok fordi det normale flertal, menn ikke så godt lader sig forene med affikset -nir.
For at pege på den mest iøjnefaldende ændring, så kræver den affikserede artikel, at navneordets flertalendelse i dativ, dvs. -(u)m, forsvinder. Vi har her mönnu+num mens denne dativ uden artikel er mönnum.
De øvrige regler om artiklens affiksering har mest med at gøre om et -i beholdes, fjernes eller indskydes. Se indtil videre Kress, som behøver to meget kompakt trykte sider til at gøre rede for det hele.